# J. Mackye Gruber
Jonathan Gruber, plus connu sous le nom de J. Mackye Gruber, est un réalisateur, producteur et scénariste américain. Il a travaillé avec Eric Bress pour la réalisation du film L'Effet papillon en 2004, pour lequel il remporte le prix Pégase.

## Filmographie
- 1997 : Aquaphobia (caméraman)
- 1998 : Blunt
- 2003 : Destination finale 2 (Final Destination 2) (scénariste)
- 2004 : L'Effet papillon
- 2004 : Cellular (scénariste, non crédité)
- 2006 : Kyle XY

## Crédits
- (en) Cet article est partiellement ou en totalité issu de l’article de Wikipédia en anglais intitulé « J. Mackye Gruber » (voir la liste des auteurs).